# Brachyopini
Tribu
Taxons de rang inférieur
- Brachyopina
- Spheginina

Synonymes
Chrysogastrini Shannon, 1922
Les Brachyopini sont une tribu d'insectes diptères brachycères de la famille des Syrphidae et de la sous-famille des Eristalinae.

## Genres
- Austroascia
- Brachyopa
- Cacoceria
- Chamaesphegina
- Chromocheilosia
- Chrysogaster
- Chrysosyrphus
- Cyphipelta
- Hammerschmidtia
- Hemilampra
- Lejogaster
- Lepidomyia
- Liochrysogaster
- Melanogaster
- Myolepta
- Neoascia
- Orthonevra
- Riponnensia
- Sphegina